# Sinhaeng
Sinhaeng (ur. 704, zm. 779) – koreański mistrz sŏn. Drugi mistrz sŏn w Korei, kontynuator linii przekazu Dharmy od mistrza Pŏmnanga do jednej z 9 górskich szkół sŏn – hŭiyang.

## Życiorys
Pochodził z rodziny Kim.
Praktykę buddyjską rozpoczął u mistrza vinayi Wŏnjonga. Przebywał w jego klasztorze przez 2 lata. 
Następnie udał się górę Hogŏ do klasztoru mistrza sŏn Pŏmnanga. Praktykował u niego przez 3 lata. Po jego śmierci udał się do Chin. Został uczniem chińskiego mistrza chan Dingzhou Zhizonga (?) (714–800) z "północnej szkoły stopniowego oświecenia".
Po powrocie do Korei prowadził nauczanie. Zmarł w swoim klasztorze Tangok. Dharmę przekazał Chunbŏmowi.

## Linia przekazu Dharmy zen
Pierwsza liczba oznacza liczbę pokoleń mistrzów od 1 Patriarchy indyjskiego Mahakaśjapy.
Druga liczba oznacza liczbę pokoleń od 28/1 Bodhidharmy, 28 Patriarchy Indii i 1 Patriarchy Chin.
Trzecia liczba oznacza początek nowej linii przekazu w danym kraju.
- 31/4. Dayi Daoxin (580–651) szkoła Wschodniej Góry – Chiny
  - 32/5/1. Pŏmnang (lata 632–646) Korea
    - 33/6/2.Sinhaeng (704–779)
      - 34/7/3. Chunbŏm (bd)
        - 35/8/4. Hyeŭn (bd)
          - 36/9/5 Chisŏn Tohŏn (824–882) szkoła hŭiyang – Korea
            - 37/10/6. Yangbu (bd)
            - 67/10/6. Sŏnggyŏn (bd)
            - 67/10/6. Minhyu (bd)
            - 67/10/6. Kyehŭi (bd)
            - 67/10/6. Ch'ŏngjin Kŭngyang (878–956)
              - 68/11/7. Hyŏngch'o (bd)

Chińska linia przekazu związana z Sinhaengiem
- 32/5 Daman Hongren (610–674) Piąty Patriarcha
  - 33/6 Yuquan Shenxiu (606–706) założyciel szkoły północnej
    - 34/7 Songshan Puji (651–739)
      - 35/8 Dingzhou Zhizong (714–800)
        - 36/9/1 Sinhaeng (704–779) Korea